# استنلی هالووی
استنلی هالووی (انگلیسی: Stanley Holloway; ۱ اکتبر ۱۸۹۰ – ۳۰ ژانویهٔ ۱۹۸۲) یک هنرپیشه اهل بریتانیا بود.
از فیلم‌ها یا برنامه‌های تلویزیونی که وی در آن نقش داشته‌است می‌توان به هملت، بانوی زیبای من، تماس کوتاه و درباره فیدل اشاره کرد.